# 스타니슬라브 갈리치
스타니슬라브 갈리치(세르보크로아트어: Stanislav Galić, Станислав Галић, 1943년 3월 12일 ~ )은 세르비아계 보스니아 헤르체고비나인 군인으로, 보스니아 전쟁 중 스릅스카 공화국군(VRS)의 사라예보-로마니아 군단 지휘관이었다. 그는 전후 사라예보 포위전 시기 대량 학살 등 전쟁법 위반으로 인도에 반한 죄로 체포되어 재판을 받았다.

## 일생
갈리치는 보스니아 헤르체고비나 바냐루카의 골레치라는 작은 마을에서 태어났다. 전쟁이 일어나기 직전 그는 유고슬라비아 인민군의 장교였다. 1992년 9월 7일 그는 보스니아 헤르체고비나 공화국의 수도인 사라예보를 포위하고 있던 스릅스카 공화국군의 사라예보-로마니아 군단(Sarajevsko-romanijski korpus)의 지휘관이 되었다. 1994년 8월 10일 이 군단은 갈리치에서 드라고미르 밀로셰비치로 바뀌었다.

## 전쟁 범죄
1998년에는 갈리치가 구유고슬라비아 국제형사재판소에서 살인 혐의, 살인 이외의 비윤리적인 행위, 인류에 대한 범죄, 불법적인 민간인에 대한 테러, 민간인에 대한 공격, 기타 전쟁범죄 등으로 기소당했다. 이후 갈리치는 은신하며 살았으나 1999년 12월 20일 영국의 SAS에게 체포당했다. 2003년 12월 5일, 사라예보에서 민간인에 대한 포격, 저격 혐의로 20년형을 선고받았다. 갈리치는 이에 불응하고 항소했다. 2006년 11월 30일, 그의 항소는 거부되었고 항소심에서 20년형에서 종신형으로 형이 늘었다. 이후 그는 독일에서 수감되어 있다.

## 같이 보기
- 보스니아인 집단살해
- 유고슬라비아 전쟁의 세르비아
- 사라예보 포위전